# 小行星6683
小行星6683（英語：6683 Karachentsov）是一颗围绕太阳公转的小行星。1976年4月1日，尼古拉·切爾尼赫在克里米亚发现了此天体。
这颗小行星的绝对星等为66.24853644352605等。